# Notiphila kenyaensis
Notiphila kenyaensis är en tvåvingeart som beskrevs av Cresson 1947. Notiphila kenyaensis ingår i släktet Notiphila och familjen vattenflugor. Inga underarter finns listade i Catalogue of Life.